# Grazia Negrini
Maria Grazia Negrini nota come Grazia Negrini (Bologna, 1944 – Bologna, 23 ottobre 2021) è stata un'attivista italiana femminista.

## Biografia
Si è laureata nel 1973 in scienze politiche e si è occupata di problemi sociali, prostituzione, violenza sulle donne e discriminazione di genere. Nel 1979 ha affiancato Marcella Di Folco, contribuendo alla nascita del Movimento Identità Trans; nel 1989 ha fondato la Casa delle donne per non subire violenza di Bologna, il primo centro antiviolenza in Italia per le donne maltrattate, di cui era socia fondatrice.
È stata coordinatrice del Centro di documentazione, ricerca e iniziativa delle donne di Bologna, ha fatto parte della Commissione nazionale per le pari opportunità a Roma ed è stata presidente della Tavola delle donne sulla violenza e sulla sicurezza di Bologna.

## Pubblicazioni
- Io parlo donna. Il coraggio delle idee, di Grazia Negrini, Il Ciliegio Edizioni, 2018, ISBN 9788867715664.

### Racconti
Negrini ha fatto parte dell'associazione culturale Canto 31 di Bologna e con questa ha pubblicato alcuni suoi racconti in antologie:
- 2012 Non solo Maya, Jar Edizioni, 2011, ISBN 9788895800073.
- Weekend con il mostro, a cura di Alberto Andreoli Barbi, ed. Fernandel, 2016, ISBN 9788898605552.
- La montagna disincanta, a cura di Maria Silvia Avanzato, ed. Fernandel, 2017, ISBN 9788898605606.
- Bologna segreta - Stradario del mistero e dell'insolito, a cura di Maria Silvia Avanzato, Clown Bianco Edizioni, 2019, ISBN 9788894909432.[3]